# Wahan Howannisjan
Wahan Howannisjan (ur. 1 stycznia 1963 w Bagdadzie) – duchowny Apostolskiego Kościoła Ormiańskiego, od 2015 biskup Francji.

## Życiorys
1961 został wyświęcony na diakona. Święcenia kapłańskie przyjął w 1990. Sakrę biskupią otrzymał 6 listopada 2011 jako biskup Wielkiej Brytanii. W 2015 został mianowany biskupem Paryża.